# Kępa Potocka (osiedle)
Kępa Potocka – osiedle mieszkaniowe w dzielnicy Żoliborz w Warszawie.
Zostało wzniesione w okresie 1964–1969. W jego skład wchodzą cztery bloki mieszkalne zaprojektowane przez Bogusława Chylińskiego i Hannę Graf-Chylińską: trzy wysokie punktowce i podłużny budynek przy ul. Promyka 5, Mister Warszawy 1969, wpisany w 2019 do gminnej ewidencji zabytków.

## Położenie i charakterystyka
Osiedle Kępa Potocka położone jest na stołecznym Żoliborzu, na północy obszaru Miejskiego Systemu Informacji Stary Żoliborz. Jest usytuowane między ulicami: Kajetana Koźmiana, Zygmunta Krasińskiego, Wybrzeże Gdyńskie (fragmentem Wisłostrady), Gwiaździstą i Kazimierza Promyka, w pobliżu parku Kępa Potocka urządzonego w miejscu byłej wyspy na Wiśle o tej samej nazwie. Określenie Kępa Potocka wywodzi się od dawnej miejscowości Potok.
Osiedle obejmuje cztery budynki wielorodzinne pod adresami: ul. Promyka 1, 3 i 5 oraz Koźmiana 2: trzy osiemnastokondygnacyjne punktowce i jeden podłużny budynek jedenastokondygnacyjny. Zabudowę uzupełniają garaże, a także niewielki pawilon usługowy przy ul. Koźmiana 12. Osiedle wzniesiono w latach 1964–1969. Jego głównymi projektantami byli Bogusław Chyliński i Hanna Graf-Chylińska. Zespół autorski uzupełniali Zbigniew Pawłowski (konstrukcja), Zbigniew Tokarski (konstrukcja), Piotr Chomczyk (konstrukcja ślizgu), Władysław Sieradzki (technologia), Barbara Tucholska (architektura zieleni), Z. Nowicki (instalacje sanitarne), H. Gładkowski (instalacje sanitarne) i J. Nowakowski (instalacje elektryczne) z Biura Projektów Typowych i Studiów Budownictwa Miejskiego. Łącznie powstało 720 mieszkań, które zaplanowano na ok. 2000–2200 mieszkańców. Za inwestycję odpowiadała Dyrekcja Rozbudowy Miasta „Północ”. Zasób mieszkaniowy znalazł się w zarządzie Warszawskiej Spółdzielni Mieszkaniowej. Według stanu na 2022 rok bloki przy ul. Promyka 1, 3 i 5 znajdują się w zasobach Warszawskiej Spółdzielni Mieszkaniowej „Żoliborz Centralny” w ramach Kolonii Kępa Potocka. Mieszkańcy bloku przy ul. Koźmiana 2 utworzyli w 1998 roku wspólnotę mieszkaniową. Powierzchnia osiedla wynosi ok. 2,9 hektara.
Wstępny projekt architektoniczny tego rejonu miasta powstał przed 1962 rokiem przy okazji planowania powojennej zabudowy Powiśla. Oprócz głównych projektantów osiedla nad pierwotną koncepcją pracowali także Ewa Chodaczek i Mieczysław Chodaczek. Finalnie nie powstały planowane wtedy: wolnostojąca kawiarnia oraz przedszkole z rozległym placem zabaw. Osiedle powstało w miejscu, w którym istniał wcześniej usypany z powojennych gruzów kopiec. Jego pozostałością są tarasy ziemne, które wkomponowano w układ urbanistyczny. Przed wojną w miejscu osiedla znajdował się fort – Bateria Nadbrzeżna im. Franciszka Rymkiewicza, jeden z fortów Cytadeli Warszawskiej, powstały w latach 1844–1850.
W 1970 roku Kępa Potocka zajęła 6. miejsce wśród 34 osiedli w konkursie na „przodujące osiedla spółdzielcze”.
Według „Encyklopedii Warszawy” (1994) osiedle „stanowi ważny akcent w panoramie północnej części miasta oglądanej z prawego brzegu Wisły”, „Atlas architektury Warszawy” (1977) wskazuje, że jest jednym z „najbardziej malowniczo usytuowanych i skomponowanych osiedli w Warszawie”, a w tygodniku „Stolica” określono je jako jedno z najładniej położonych, „tworzące harmonijną sylwetę w części miasta bogatą w zieleń i wolną przestrzeń” (1972).

## Budynki mieszkalne

### Budynek przy ul. Promyka 5
Blok mieszkalny przy ul. Promyka 5 nazywany jest potocznie „deską”. Powstał w technologii monolitycznej z zastosowaniem wielkowymiarowych i przestawnych szalowań. Generalnym wykonawcą było Przedsiębiorstwo Budownictwa Uprzemysłowionego „Północ”, a za roboty wykończeniowe odpowiadało Przedsiębiorstwo Robót Wykończeniowych „Muranów”. Oprócz architektów odpowiedzialnych za całe osiedle w zespole zajmującym się konstrukcją znalazł się Jerzy Zoller. Wznoszenie budynku rozpoczęło się w 1967 roku, a do użytku został oddany 30 czerwca 1969 roku.
Budynek ma jedenaście kondygnacji (niektóre źródła podają dziesięć kondygnacji) i wyróżnia się podłużną, 110-metrową fasadą. Powstał mniej więcej na osi północ-południe; znajdujące się po obu jego stronach długie balkony układają się w pasy. Nad ostatnią kondygnacją znajduje się ażurowy, betonowy dach, który jest elementem sprawiającym, że cała bryła budynku nawiązuje do brutalizmu. W bloku znajduje się 196 mieszkań rozmieszczonych w układzie klatkowym w typach M-1, M-2. M-4 i M-5. W części parterowej zaplanowano wysokie i przeszklone lokale usługowe (w tym klub osiedlowy), pomieszczenia administracyjne, a także garaże. Kubatura budynku wynosi 39 718 m³. Na tyłach, od strony zachodniej, pod adresami ul. Promyka 4, 6, 8, 10 i 10A, powstały budynki garaży z szarej cegły w układzie uskokowym.
Blok uzyskał tytuł Mistera Warszawy 1969 w kategorii budownictwa mieszkaniowego w konkursie organizowanym przez dziennik „Życie Warszawy”. Wśród powodów przyznania nagrody wskazano funkcjonalne mieszkania, walory urbanistyczne oraz położenie w malowniczym miejscu w otoczeniu wyższych budynków sąsiednich. W finałowej dziesiątce bezpośrednimi konkurentami w ramach kategorii były budynki przy ul. Markowskiej 6 i Zabłociańskiej 8. W 1969 roku tytuł Mistera Warszawy przyznany został wyjątkowo trzem obiektom z okazji 25-lecia konkursu − blok przy ul. Promyka 5 uzyskał go ex aequo z Dworcem Wschodnim i przedszkolem przy ul. Jasielskiej 3.
W 2019 roku powstała książka poświęcona budynkowi i jego mieszkańcom pt. „Czuły Modernizm. Społeczna historia Mistera Warszawy. 50 lat razem” pod redakcją historyków sztuki Emilii Kiecko i Wiktorii Szczupackiej.
18 października 2019 roku budynek został wpisany do gminnej ewidencji zabytków m.st. Warszawy (ID: ZOL35259) jako wartościowy przykład powojennego modernizmu.

### Trzy punktowce
Na osiedlu znajdują się trzy powtarzalne budynki mieszkalne wielorodzinne o osiemnastu kondygnacjach. Ich adresy to ul. Promyka 1 i 3 oraz Koźmiana 2. Punktowce powstały w technologii monolitycznej z użyciem metody ślizgowej. Proces projektowania, a następnie budowa były eksperymentem w zakresie możliwości wznoszenia wyższych niż dotychczas obiektów z użyciem tej metody, a także możliwości wykorzystania prefabrykowanych elementów elewacji. W pierwszych latach eksploatacji bloków występowały problemy związane z przeciekaniem ścian oraz dachu. Spowodowało to m.in. konieczność wymiany dachów. Powtarzalny projekt przetestowany na Kępie Potockiej został następnie zaadaptowany i wykorzystany przy projektowaniu budynku dla pracowników kopalni Staszic w Katowicach (Górnik I).
Budynki mają po ok. 175 mieszkań w typie M-2, M-3 i M-4 z przewagą M-3. Łączna powierzchnia mieszkań w każdym bloku to ok. 4600 m², a kubatura każdego budynku to ok. 27 400 m³. Są one wyposażone w trzy dźwigi osobowe. Jeden z budynków posadowiono bezpośrednio na gruncie, dwa zakotwiczono za pomocą pali. Na poziomie parteru, oprócz mieszkań, znajdują się także garaże, komórki lokatorskie i pomieszczenia techniczne. Na kondygnacjach szczytowych także zaprojektowano funkcje techniczne: suszarnie i zbiorniki wody. Elewacje mają charakter maksymalnie uproszczony − z dwóch stron są okna a z dwóch ściany pełne, zaprojektowano jednak również urozmaicający detal w postaci nieregularnie rozmieszczonych loggi.
Na południowej elewacji budynku przy ul. Promyka 3 w latach 80. XX w. powstało graffiti w postaci dwóch symboli Solidarności Walczącej. Zostały one potem częściowo zamalowane i przykryte zaprawą cementową, a później osłonięte płytą z tworzywa sztucznego w celu zachowania. W styczniu 2019 Mazowiecki Wojewódzki Konserwator Zabytków wydał decyzję o wpisie obu pozostałości malowideł do rejestru zabytków ruchomych ze względu na ich unikalny charakter i dużą wartość historyczną.

## Galeria
| - Zdjęcie makiety osiedla Kępa Potocka opublikowane na łamach miesięcznika „Architektura” w 1965 roku, widok od strony ul. Koźmiana - Budynek przy ul. Promyka 5 od południa, Mister Warszawy 1969 - Punktowiec przy ul. Promyka 1. Widoczne nieregularnie rozmieszczone loggie - Symbole Solidarności Walczącej na elewacji budynku przy ul. Promyka 3 ujęte w rejestrze zabytków ruchomych |